# Plexo espermático
El plexo espermático (o plexo testicular) deriva del plexo renal, recibiendo ramas del plexo aórtico. Acompaña a la arteria espermática interna al testículo.

## Imágenes adicionales

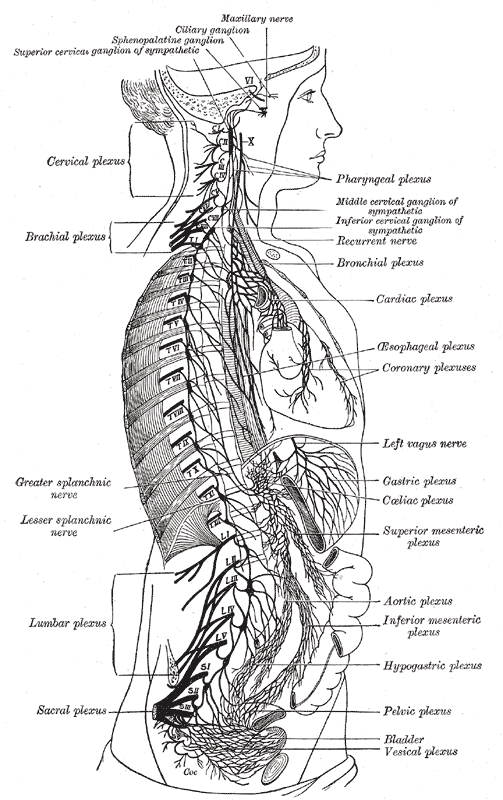
La cadena simpática derecha y sus conexiones con los plexos torácico, abdominal y pélvico.
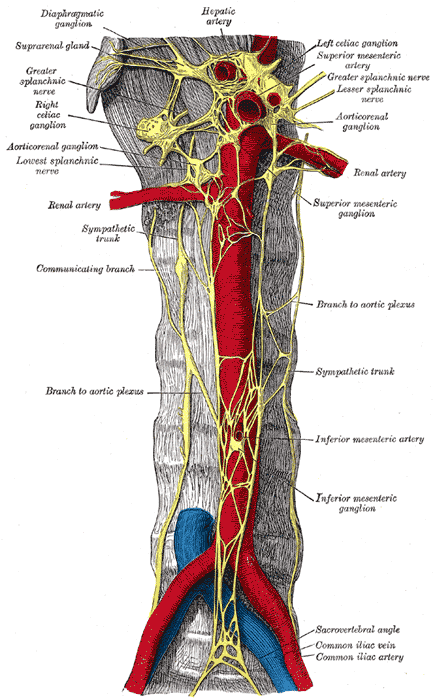
Porción abdominal del tronco simpático, con los plexos celíaco e hipogástricos.
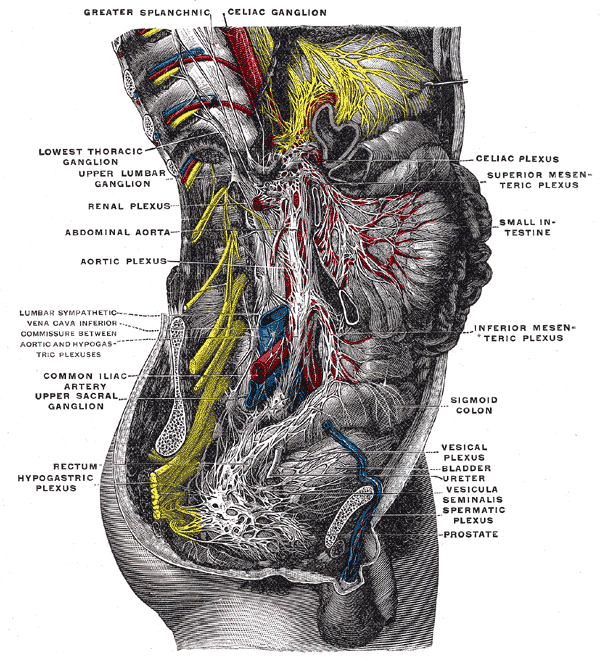
Mitad inferior de la cadena simpática derecha.